# Dom Inocêncio
Dom Inocêncio är en kommun i Brasilien.   Den ligger i delstaten Piauí, i den östra delen av landet, 1 000 km nordost om huvudstaden Brasília. Antalet invånare är 9 246.
Omgivningarna runt Dom Inocêncio är huvudsakligen savann. Runt Dom Inocêncio är det mycket glesbefolkat, med 2 invånare per kvadratkilometer.